# Гаплогруппа U4d3 (мтДНК)
Гаплогруппа U4d3 — гаплогруппа митохондриальной ДНК человека.

## Субклады
- U4d3
  - U4d3a
  -  U4d3b

## Палеогенетика

### Бронзовый век
Афанасьевская культура
- I11752 | BARN-039, Inskoy Dol, kurgan 6 __ Инской Дол __ Краснощёковский район, Алтайский край, Россия __ 2900–2500 BCE (4650 BP) __ Ж __ U4d3.[1]

Чемурчекская культура
- C1707 | L4885 __ Bolati (BLT_M18) __ Бурчун, Алтай (округ), Или-Казахский АО, СУАР, Китай __ 4814-4450 cal BP __ М __ R1b1a1b1b (Z2103) # U4d3.[2]

Катакомбная культура
- RK4002.B0101 | BZNK-304/2 __ Rasshevatskiy 4 (kurgan 1, grave 5) __ Расшеватская, Новоалександровский район, Ставропольский край, Россия __ 2662-2474 calBCE (4050±22 BP, MAMS-29820) __ М __ R1b1a2 > R-FT130482 # U4d3.[3]

Штраубингская культура
- HUGO_170 __ Augsburg – Hugo–Eckener–Straße (grave 6, feat 170) __ Аугсбург, Швабия (округ), Бавария, Германия __ 2288-2066 calBCE (3774±24 BP, MAMS-18916) __ М __ U4d3+16189C.[4][5]

### Средние века
Аланы
- DA160 | Alan3 __ Дагомский могильник (кат. 15) __ Дагом, Алагирский район, Северная Осетия, Россия __ VII–VIII вв. __ Ж __ U4d3.[6][7]

История Уттаракханда
- I6944 | R62 __ Роопкунд __ Чамоли, Гархвал, Уттаракханд, Индия __ 772-885 calCE (1210±20 BP, PSUAMS-5441) __ Ж __ U4d3.[8]

## Публикации
2017
- Knipper C, Mittnik A, Massy K; et al. (Сентябрь 2017). Female exogamy and gene pool diversification at the transition from the Final Neolithic to the Early Bronze Age in central Europe. PNAS. 114 (38): 10083–10088. doi:10.1073/pnas.1706355114. PMC 5617280. PMID 28874531. {{cite journal}}: Явное указание et al. в: |author= (справка)Википедия:Обслуживание CS1 (множественные имена: authors list) (ссылка)

2018
- Афанасьев Г. Е., Коробов Д. С. Северокавказские аланы по данным палеогенетики // Этногенез и этническая история народов Кавказа. — Грозный, 2018. — С. 180—191. — ISBN 978-5-4314-0346-0.
- Damgaard PB, Marchi N, Rasmussen S; et al. (Май 2018). 137 ancient human genomes from across the Eurasian steppes. Nature. 557 (7705): 369–374. doi:10.1038/s41586-018-0094-2. PMID 29743675. {{cite journal}}: Явное указание et al. в: |author= (справка)Википедия:Обслуживание CS1 (множественные имена: authors list) (ссылка)

2019
- Wang CC, Reinhold S, Kalmykov A; et al. (Февраль 2019). Ancient human genome-wide data from a 3000-year interval in the Caucasus corresponds with eco-geographic regions. Nature Communications. 10 (1). doi:10.1038/s41467-018-08220-8. PMC 6360191. PMID 30713341. {{cite journal}}: Явное указание et al. в: |author= (справка)Википедия:Обслуживание CS1 (множественные имена: authors list) (ссылка)
- Harney É, Nayak A, Patterson N; et al. (Август 2019). Ancient DNA from the skeletons of Roopkund Lake reveals Mediterranean migrants in India. Nature Communications. 10 (1). doi:10.1038/s41467-019-11357-9. PMC 6702210. PMID 31431628. {{cite journal}}: Явное указание et al. в: |author= (справка)Википедия:Обслуживание CS1 (множественные имена: authors list) (ссылка)
- Narasimhan V., Patterson N., Moorjani P; et al. (Сентябрь 2019). The formation of human populations in South and Central Asia. Science. 365 (6457). doi:10.1126/science.aat7487. PMC 6822619. PMID 31488661. {{cite journal}}: Явное указание et al. в: |author= (справка)Википедия:Обслуживание CS1 (множественные имена: authors list) (ссылка)
- Mittnik A, Massy K, Knipper C; et al. (Ноябрь 2019). Kinship-based social inequality in Bronze Age Europe. Science. 366 (6466): 731–734. doi:10.1126/science.aax6219. PMID 31601705. {{cite journal}}: Явное указание et al. в: |author= (справка)Википедия:Обслуживание CS1 (множественные имена: authors list) (ссылка)

2022
- Kumar V, Wang W, Zhang J; et al. (Апрель 2022). Bronze and Iron Age population movements underlie Xinjiang population history. Science. 376 (6588): 62–69. doi:10.1126/science.abk1534. PMID 35357918. {{cite journal}}: Явное указание et al. в: |author= (справка)Википедия:Обслуживание CS1 (множественные имена: authors list) (ссылка)